# Johnny Burnette and the Rock'n Roll Trio
Johnny Burnette and the Rock'n Roll Trio è l'album discografico d'esordio di Johnny Burnette a nome di Johnny Burnette and the Rock'n Roll Trio, pubblicato dall'etichetta discografica Coral Records nel 1956.

## Tracce
Lato A
1. Honey Hush – 1:59 (Lou Willie Turner) – Registrato il 3 luglio 1956 al Music City Recordings di Nashville, TN
2. Lonesome Train (On a Lonesome Track) – 2:09 (Glen Moore, Milton Subotsky) – Registrato il 5 luglio 1956 al Music City Recordings di Nashville, TN
3. Sweet Love on My Mind – 2:26 (Wayne Paul Walker) – Registrato il 5 luglio 1956 al Music City Recordings di Nashville, TN
4. Rock Billy Boogie – 2:33 (Al Mortimer (Henry Jerome), Dorsey Burnette, George Hawkins, Johnny Burnette) – Registrato il 4 luglio 1956 al Music City Recordings di Nashville, TN
5. Lonesome Tears in My Eyes – 2:05 (Al Mortimer (Henry Jerome), Dorsey Burnette, Johnny Burnette, Paul Burlison) – Registrato il 3 luglio 1956 al Music City Recordings di Nashville, TN
6. All by Myself – 2:04 (Antoine Domino, Dave Bartholomew) – Registrato il 2 luglio 1956 al Music City Recordings di Nashville, TN

Durata totale: 13:16
Lato B
1. The Train Kept A-Rollin' – 2:13 (Tiny Bradshaw, Howie Kay, Lois Mann) – Registrato il 2 luglio 1956 al Music City Recordings di Nashville, TN
2. I Just Fund Out – 2:18 (Al Mortimer (Henry Jerome), Dorsey Burnette,Johnny Burnette, Paul Burlison) – Registrato il 3 luglio 1956 al Music City Recordings di Nashville, TN
3. Your Baby Blue Eyes – 2:09 (Al Mortimer (Henry Jerome), Dorsey Burnette,Johnny Burnette, Paul Burlison) – Registrato il 5 luglio 1956 al Music City Recordings di Nashville, TN
4. Chains of Love – 2:35 (A. Nugetre) – Registrato il 3 luglio 1956 al Music City Recordings di Nashville, TN
5. I Love You So – 2:15 (Henry Jerome) – Registrato il 5 luglio 1956 al Music City Recordings di Nashville, TN
6. Drinking Wine, Spo-Dee-O-Dee, Drinking Wine – 2:11 (Stick McGhee, J. Mayo Williams) – Registrato il 2 luglio 1956 al Music City Recordings di Nashville, TN

Durata totale: 13:41
Edizione CD del 1993, pubblicato dalla MCA Records (MCD 30489)
1. Honey Hush – 1:59 (Lou Willie Turner)
2. Lonesome Train – 2:09 (Glen Moore, Milton Subotsky)
3. Sweet Love on My Mind – 2:26 (Wayne Paul Walker)
4. Rock Billy Boogie – 2:33 (Al Mortimer (Henry Jerome), Dorsey Burnette, George Hawkins, Johnny Burnette)
5. Lonesome Tears in My Eyes – 2:05 (Al Mortimer (Henry Jerome), Dorsey Burnette, Johnny Burnette, Paul Burlison)
6. All by Myself – 2:04 (Fats Domino, Dave Bartholomew)
7. The Train Kept A' Rollin' – 2:13 (Howie Kay, Lois Mann, Tiny Bradshaw)
8. I Just Found Out – 2:18 (Al Mortimer (Henry Jerome), Dorsey Burnette,Johnny Burnette, Paul Burlison)
9. Your Baby Blue Eyes – 2:09 (Al Mortimer (Henry Jerome), Dorsey Burnette,Johnny Burnette, Paul Burlison)
10. Chains of Love – 2:35 (A. Nugetre (Ahmet Ertegun), Harry Van Walls)
11. I Love You So – 2:15 (Henry Jerome)
12. Drinking Wine, Spo-Dee-O-Dee, Drinking Wine – 2:11 (Stick McGhee, J. Mayo Williams)
13. Rock Therapy – 2:14 (Milton Subotsky, Alice Bayer, Glen Moore) – Bonus Track - Registrato il 4 luglio 1956 al Music City Recordings di Nashville, TN
14. Blues Stay Away from Me – 2:12 (Alton Delmore, Rabon Delmore, Wayne Raney, Henry Glover) – Bonus Track - Registrato il 2 luglio 1956 al Music City Recordings di Nashville, TN
15. Eager Beaver Baby – 2:01 (Ruth Ann Roberts, Bill Katz, Stanley Clayton) – Bonus Track - Registrato il 22 marzo 1957 al Bradley Film & Recording Studio di Nashville, TN
16. You're Undecided – 1:57 (Johnny Burnette, Dorsey Burnette, Paul Burlison) – Bonus Track - Registrato il 7 maggio 1956 al Decca Recording Studio di New York
17. If You Want It Enough – 2:12 (Mel Howard, Van Grayson) – Bonus Track - Registrato il 22 marzo 1957 al Bradley Film & Recording Studio di Nashville, TN
18. Please Don't Leave Me – 2:15 (Fats Domino) – Bonus Track - Registrato il 4 luglio 1956 al Music City Recordings di Nashville, TN
19. Touch Me – 2:23 (Lewis T. Smith, Robert E. Hyde, Johnny Burnette) – Bonus Track - Registrato il 22 marzo 1957 al Bradley Film & Recording Studio di Nashville, TN
20. Tear It Up – 1:52 (Johnny Burnette, Paul Burlison, Dorsey Burnette) – Bonus Track - Registrato il 7 maggio 1956 al Decca Recording Studio di New York

Durata totale: 44:03

## Musicisti
Honey Hush / Lonesome Tears in My Eyes / I Just Fund Out / Chains of Love
- Johnny Burnette - voce
- Dorsey Burnette - contrabbasso, voce
- Paul Burlison - chitarra
- Grady Martin - chitarra elettrica
- Buddy Harman - batteria
- Henry Jerome - produttore

Lonesome Train (On a Lonesome Track) / Sweet Love on My Mind / Your Baby Blue Eyes / I Love You So
- Johnny Burnette - voce
- Dorsey Burnette - contrabbasso, voce
- Paul Burlison - chitarra
- Grady Martin - chitarra
- Owen Bradley - pianoforte
- Farris Coursey - batteria
- Anita Kerr Singers - cori
- Henry Jerome - produttore

Rock Billy Boogie
- Johnny Burnette - voce
- Dorsey Burnette - voce
- Paul Burlison - chitarra
- Bob Moore - contrabbasso
- Farris Coursey - batteria
- Henry Jerome - produttore

All by Myself / The Train Kept A-Rollin' / Drinking Wine, Spo-Dee-O-Dee, Drinking Wine
- Johnny Burnette - voce
- Dorsey Burnette - contrabbasso, voce
- Paul Burlison - chitarra
- Grady Martin - chitarra elettrica
- Farris Coursey - batteria
- Henry Jerome - produttore

Rock Therapy / Please Don't Leave Me
- Johnny Burnette - voce
- Dorsey Burnette - voce
- Paul Burlison - chitarra
- Bob Moore - contrabbasso
- Farris Coursey - batteria
- Henry Jerome - produttore

Blues Stay Away from Me
- Johnny Burnette - voce
- Dorsey Burnette - voce, contrabbasso
- Paul Burlison - chitarra
- Grady Martin - chitarra elettrica
- Farris Coursey - batteria
- Henry Jerome - produttore

Eager Beaver Baby / If You Want It Enough / Touch Me
- Johnny Burnette - voce
- Grady Martin - chitarra
- Bob Moore - contrabbasso
- Farris Coursey - batteria
- Sconosciuti - cori
- Owen Bradley - produttore

You're Undecided / Tear It Up
- Johnny Burnette - voce, chitarra
- Dorsey Burnette - voce, contrabbasso
- Paul Burlison - chitarra
- Eddie Grady - batteria, percussioni
- Orchestra di 32 musicisti